# 吳延寵
吳延寵（1055年—1116年），朝鲜半岛高丽王朝时期名将，中國出身高丽東來人。副元帅成为都元帅尹瓘，拓俊京，王字之等餘女眞遠征出征任累次女眞的征大勝，本贯海州吳氏，谥号文襄。中国的高丽东来人，韩国吴氏的始祖。

## 生平
祖先吳仁裕是從中国出身入国高丽归化人。文科及第后，1096年（肃宗）遼國天安節的祝贺使派遣往还。1098年起居郎，兵部郎中等歷。
1100年尙书王嘏和同行大宋皇帝的登极祝贺使臣往來，歸國前稀贵本“太平御览”的入手的还国，升进的中书舍人的任命，但自请外职的愿的全州牧使到任我求你善政治绩堆积在。

拓境立碑圖，女眞族對戰勝戰記念圖 (17c 民畵)

在睿宗卽位初知枢密院事、御史大夫、翰林学士承旨任的歷和东北面兵马使兼行营兵马使赴任。正如以后检校司空传任。 1107年任副元帅成为都元帅尹瓘，拓俊京，王字之等餘女眞遠征出征大勝随扫成为协谋同德致远功臣錄是升进尚书左仆射参知政事。
以后雄州城侵犯到击退女眞但败战1109年吉州城戰鬪和背部。这包括问题宰相崔弘嗣弹劾三亚是把直。以后复职和1110年守司空中书侍郎平章事，守司徒，守太尉，监修国史上柱国，判吏部事判礼部事判兵部事等任。